# Bordadura

Uma bordadura de vermelho.

As armas de Thomas de Holland, mostrando uma bordadura de arminho e uma bordadura de prata.

As armas de Ricardo de Conisburgh, 3.º Conde de Cambridge, com uma bordadura de prata semeada de leões de cor púrpura – os leões aludindo ao Reino de Leão nas armas de sua mãe

Um exemplo de bordadura dentada (na metade inferior)

Em heráldica, uma bordadura é uma banda de esmalte contrastante formando uma margem ao redor da borda de um escudo, tradicionalmente um sexto tão grande quanto o próprio escudo. É algumas vezes considerada como uma peça de primeira ordem e algumas vezes como de segunda ordem.
Uma bordadura inclui todo o escudo, com duas exceções:
- Quando dois brasões de armas são combinados por impalamento, a bordadura frequentemente para na linha da partição, como mostrado nas armas de Kemp como Arcebispo de Canterbury no século XV; esta regra é considerada uma lembrança da antiga prática de divisão. Contudo, uma notável exceção a esta regra pode ser vista nas armas de Thomas de Holland, duque de Surrey (um sobrinho de Ricardo II), de um desenho de seu selo, em 1399, mostrando uma diferenciação de uma bordadura completa ermine, e uma bordadura completa argent.[1]
- Um chefe sobrepõe uma bordadura, a menos que a bordadura é adicionada ao brasão que anteriormente incluiu um chefe, ou dessa forma é frequentemente dito. Na prática, a ordem em que as coisas são sobrepostas entre si pode frequentemente ser inferida do brasonamento.  Por exemplo, nas armas do Amber Valley Borough Council, o brasonamento descreve a bordadura antes do chefe, e a bordadura não rodeia o chefe; enquanto que nas armas do British Columbia Institute of Technology, o brasonamento especifica um chefe ... dentro de uma bordadura.

Como alguma peça de primeira ordem ou outra carga, uma bordadura deve ser de um esmalte claro simples ou dividido.  Como alguma peça de primeira ordem, ela deve ser suave ou submetida a alguma das linhas de variação; ela deve formar um campo para outras cargas.  Estas variações são efetivamente exploradas no sistema escocês de brisura.
Desde que ela é frequentemente usada para brisura ao invés de distinguir entre brasões originais, a bordadura não é estritamente mantida na regra de esmalte; por exemplo, muitos cadetes da casa real francesa, por exemplo, carregavam bordaduras vermelhas num campo azul. Raramente uma bordadura é do mesmo esmalte como no campo em que jazem; neste caso o termo "bordado" é empregado.  Isso foi uma prática comum até há alguns séculos mas é desconhecida no presente.
Uma bordadura semeada da mesma carga é mostrada como se fosse carregada com um grande número destas cargas, sem estarem fixadas à "grelha" invisível da bordadura.
A bordadura não tem diminutivo, apesar de um bordadura diminuída é ocasionalmente empregada - como em 'De ouro, uma bordadura diminuída de verde; num chefe dentado de azul, duas flores-de-lis de ouro' (127th Field Artillery, USA).  Há um exemplo no brasonamento de "uma bordadura estreita" - Or; representações de duas figuras humanas San de vermelho ocre, estáticas respeitosas, as mãos dos braços mais internos apertadas, com a parte de cima do braço, pulso interno, cintura e joelho pintadas de prata; e uma bordadura estreita de vermelho ocre (Republic of South Africa)

## Em atuais bandeiras soberanas

Bandeira de Montenegro destacando uma bordadura dourada
Bandeira do Sri Lanka com sua bordadura dourada